# Elecciones federales de 1988 en Chihuahua
Las elecciones federales en Chihuahua de 1988 se llevaron a cabo el miércoles 6 de julio de 1988, y en ellas se renovaron los siguientes cargos de elección popular:
- Presidente de la República. Jefe de Estado y de Gobierno de México, electo  para un periodo de seis años sin posibilidad de reelección. El candidato ganador en el estado y elegido a nivel nacional fue Carlos Salinas de Gortari.
- 2 senadores. Miembros de la cámara alta del Congreso de la Unión elegidos por mayoría relativa para un periodo de seis años sin posibilidad de reelección para el periodo inmediato.
- 16 diputados federales. Miembros de la cámara baja del Congreso de la Unión. Diez elegidos por mayoría simple y seis mediante el principio de representación proporcional a partir de la lista regional por partido correspondiente a la segunda circunscripción electoral. Todos ellos electos para un periodo de tres años a partir del 1 de septiembre de 1988 sin posibilidad de reelección para el periodo inmediato.

## Resultados electorales

### Presidente de México
|  | 38.19 % |

|  | 54.58 % |

|  | 6.68 % |

|  | 0.27 % |

|  | 0.20 % |

|  | 0.09 % |

|  | 100.00 % |

|  | 0.00 % |

|  | 40.31 % |

|  | 59.69 % |

### Senadores por Chihuahua

#### Senadores electos
| Candidato             | Partido | Tipo de elección |
| --------------------- | ------- | ---------------- |
| Saúl González Herrera |         | Primera fórmula  |
| Alonso Aguirre Ramos  |         | Segunda fórmula  |

#### Resultados

Distribución de los distritos federales de Chihuahua por partido político:
Partido Acción Nacional
Partido Revolucionario Institucional

|  | 39.23 % |

|  | 55.26 % |

|  | 1.93 % |

|  | 2.20 % |

|  | 0.31 % |

|  | 0.89 % |

|  | 0.18 % |

|  | 0.00 % |

|  | 100.00 % |

|  | 0.00 % |

|  | 39.51 % |

|  | 60.49 % |

### Diputados federales por Chihuahua

#### Diputados electos
| Candidato                     | Partido | Distrito    | Tipo de elección            |
| ----------------------------- | ------- | ----------- | --------------------------- |
| David Gómez Reyes             |         | Distrito 1  | Mayoría relativa            |
| Rafael Chávez Rodríguez       |         | Distrito 2  | Mayoría relativa            |
| Miguel Agustín Corral         |         | Distrito 3  | Mayoría relativa            |
| Santiago Rodríguez del Valle  |         | Distrito 4  | Mayoría relativa            |
| Jorge Esteban Sandoval        |         | Distrito 5  | Mayoría relativa            |
| Arturo Armendáriz Delgado     |         | Distrito 6  | Mayoría relativa            |
| Carlos Barranco Fuentes       |         | Distrito 7  | Mayoría relativa            |
| Eliher Flores Prieto          |         | Distrito 8  | Mayoría relativa            |
| Rebeca Anchondo Fernández     |         | Distrito 9  | Mayoría relativa            |
| Artemio Iglesias              |         | Distrito 10 | Mayoría relativa            |
| Pedro César Acosta            |         | N/A         | Representación proporcional |
| Carlos Aguilar Camargo        |         | N/A         | Representación proporcional |
| Félix Bueno Carrera           |         | N/A         | Representación proporcional |
| Horacio González de las Casas |         | N/A         | Representación proporcional |
| Jesús Luján Gutiérrez         |         | N/A         | Representación proporcional |
| Lorenzo Treviño Santos        |         | N/A         | Representación proporcional |

#### Resultados
|  | 38.71 % |

|  | 55.65 % |

|  | 2.04 % |

|  | 0.75 % |

|  | 0.25 % |

|  | 0.94 % |

|  | 1.48 % |

|  | 0.19 % |

|  | 0.00 % |

|  | 100 % |

##### Distrito 1: Chihuahua
|  | 45.09 % |

|  | 48.58 % |

|  | 2.30 % |

|  | 2.11 % |

|  | 0.48 % |

|  | 1.24 % |

|  | 0.21 % |

|  | 0.00 % |

|  | 100.00 % |

|  | 0.00 % |

|  | 42.98 % |

|  | 57.05 % |

##### Distrito 2: Hidalgo del Parral
|  | 31.94 % |

|  | 65.27 % |

|  | 1.31 % |

|  | 0.71 % |

|  | 0.12 % |

|  | 0.57 % |

|  | 0.08 % |

|  | 0.00 % |

|  | 100.00 % |

|  | 0.00 % |

|  | 44.43 % |

|  | 55.57 % |

##### Distrito 3: Ciudad Juárez
|  | 48.57 % |

|  | 47.62 % |

|  | 1.46 % |

|  | 1.40 % |

|  | 0.33 % |

|  | 0.39 % |

|  | 0.23 % |

|  | 0.00 % |

|  | 100.00 % |

|  | 0.00 % |

|  | 39.13 % |

|  | 60.87 % |

##### Distrito 4: Ciudad Juárez
|  | 53.74 % |

|  | 41.15 % |

|  | 1.27 % |

|  | 2.11 % |

|  | 0.11 % |

|  | 0.38 % |

|  | 0.26 % |

|  | 0.00 % |

|  | 100.00 % |

|  | 0.00 % |

|  | 40.21 % |

|  | 59.79 % |

##### Distrito 5: Guerrero
|  | 9.99 % |

|  | 83.50 % |

|  | 2.93 % |

|  | 2.46 % |

|  | 0.21 % |

|  | 0.79 % |

|  | 1.44 % |

|  | 0.00 % |

|  | 100.00 % |

|  | 0.00 % |

|  | 38.88 % |

|  | 61.12 % |

##### Distrito 6: Camargo
|  | 34.89 % |

|  | 59.08 % |

|  | 1.45 % |

|  | 3.24 % |

|  | 0.24 % |

|  | 0.98 % |

|  | 0.13 % |

|  | 0.00 % |

|  | 100.00 % |

|  | 0.00 % |

|  | 42.54 % |

|  | 57.46 % |

##### Distrito 7: Chihuahua
|  | 43.22 % |

|  | 49.28 % |

|  | 2.69 % |

|  | 2.87 % |

|  | 0.29 % |

|  | 1.41 % |

|  | 0.24 % |

|  | 0.00 % |

|  | 100.00 % |

|  | 0.00 % |

|  | 41.52 % |

|  | 58.48 % |

##### Distrito 8: Ciudad Juárez
|  | 49.02 % |

|  | 46.36 % |

|  | 1.77 % |

|  | 1.79 % |

|  | 0.34 % |

|  | 0.48 % |

|  | 0.25 % |

|  | 0.00 % |

|  | 100.00 % |

|  | 0.00 % |

|  | 36.72 % |

|  | 63.28 % |

##### Distrito 9: Nuevo Casas Grandes
|  | 28.10 % |

|  | 65.51 % |

|  | 2.18 % |

|  | 2.37 % |

|  | 0.09 % |

|  | 1.58 % |

|  | 0.18 % |

|  | 0.00 % |

|  | 100.00 % |

|  | 0.00 % |

|  | 30.57 % |

|  | 69.43 % |

##### Distrito 10: Cuauhtémoc
|  | 23.96 % |

|  | 67.09 % |

|  | 3.73 % |

|  | 4.71 % |

|  | 0.35 % |

|  | 0.16 % |

|  | 0.00 % |

|  | 100.00 % |

|  | 0.00 % |

|  | 32.86 % |

|  | 67.14 % |